# Річард Фанк
Річард Фанк (англ. Richard Funk, 22 листопада 1992) — канадський плавець.
Призер Чемпіонату світу з водних видів спорту 2017 року.
Призер Панамериканських ігор 2015 року.